# Alexander Niklitschek
Alexander Niklitschek (12. března 1892 Kojetín – 1953 Vídeň) byl rakouský spisovatel. Pocházel z české rodiny, psal německy.

## Život
Po studiu inženýrství ve Vídni se profesionálně věnoval fotografování.

## Dílo
Literárně činný byl jako autor populárně-naučných publikací, příruček a učebnic z mnoha oborů, zejména fotografování, biologie, matematiky a fyziky.
Dodnes populární je jeho kniha V kouzelné zahradě matematiky z roku 1938. Už její prvotní úspěch byl obrovský, během dvou let od prvního vydání se dočkala tří dotisků. Dodnes vyšla v mnoha vydáních a revizích, byla přeložena minimálně do pěti jazyků, do češtiny 1941 nepřímo z ruštiny. Kniha poutavou a i laickému čtenáři přístupnou formou vykládá zajímavé partie vyšší matematiky.
- V kouzelné zahradě matematiky, (1938, česky 1941)
- Technika života, (1940)
- Zázraky na každém kroku, (1941)